# Denmark (Australie-Occidentale)
Pour les articles homonymes, voir Denmark.

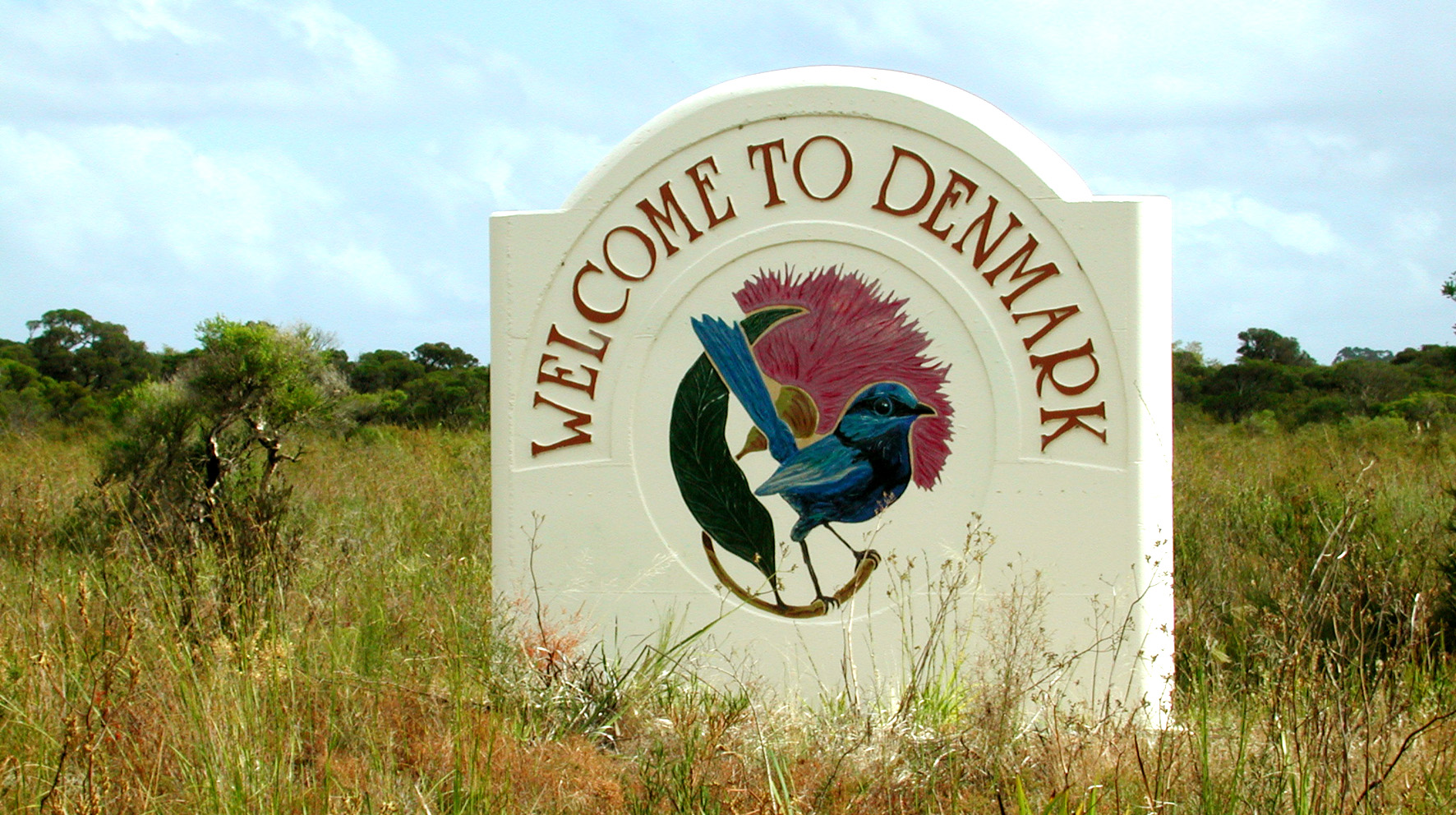
Logo de Denmark

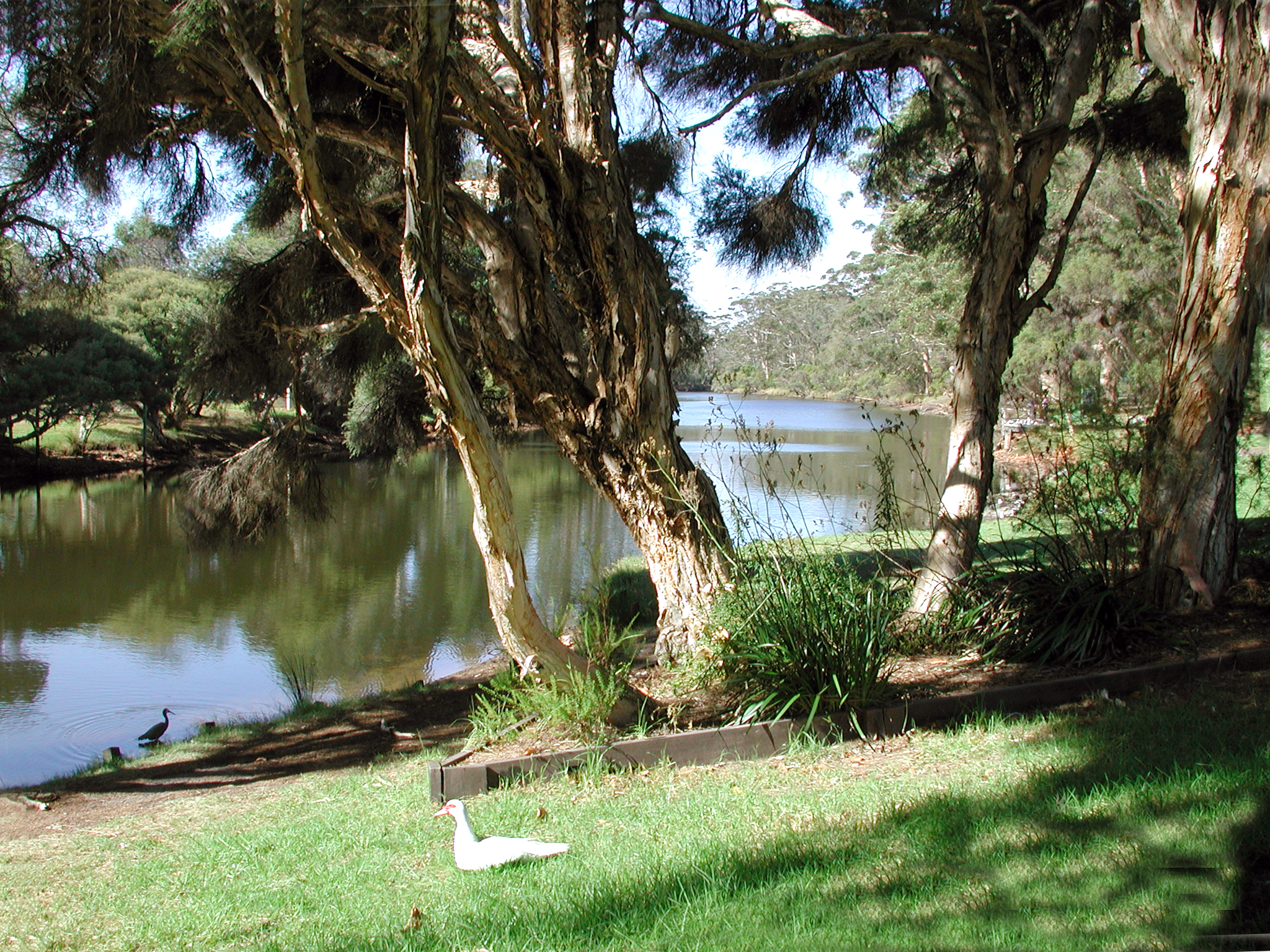
Le fleuve Denmark.

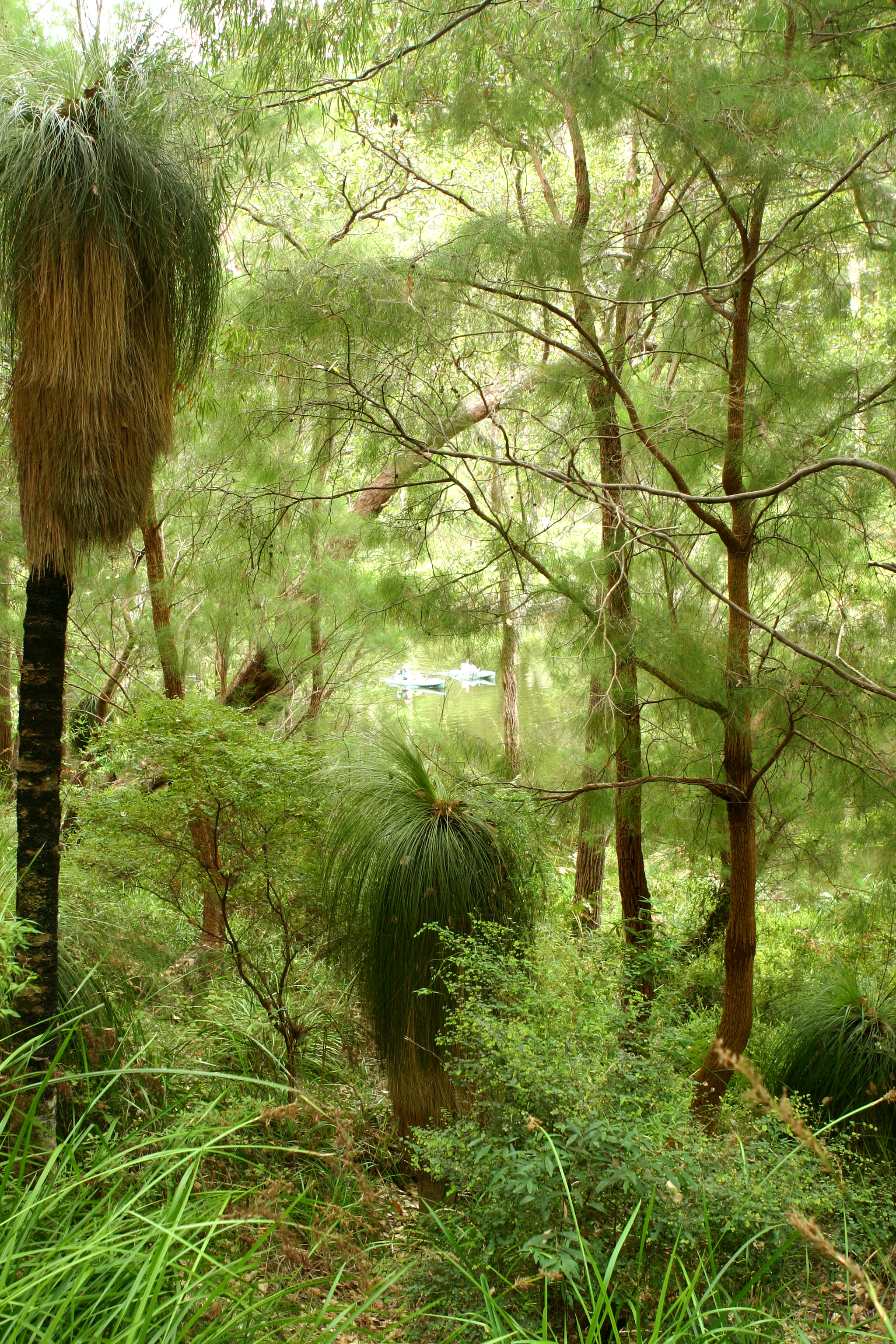
Monastery Landing à côté du fleuve Frankland.

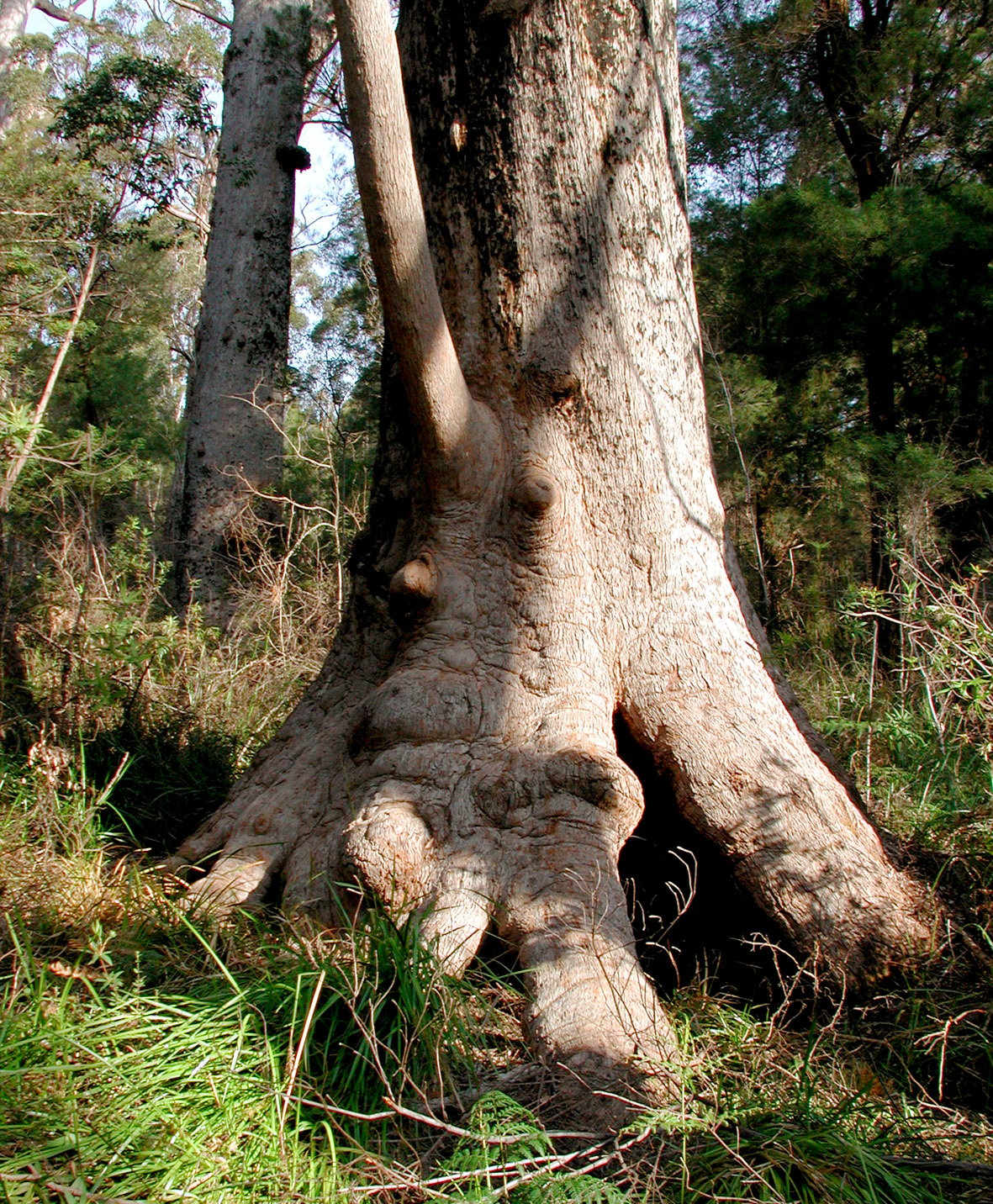
Un Tingle rouge dans la vallée des Géants.

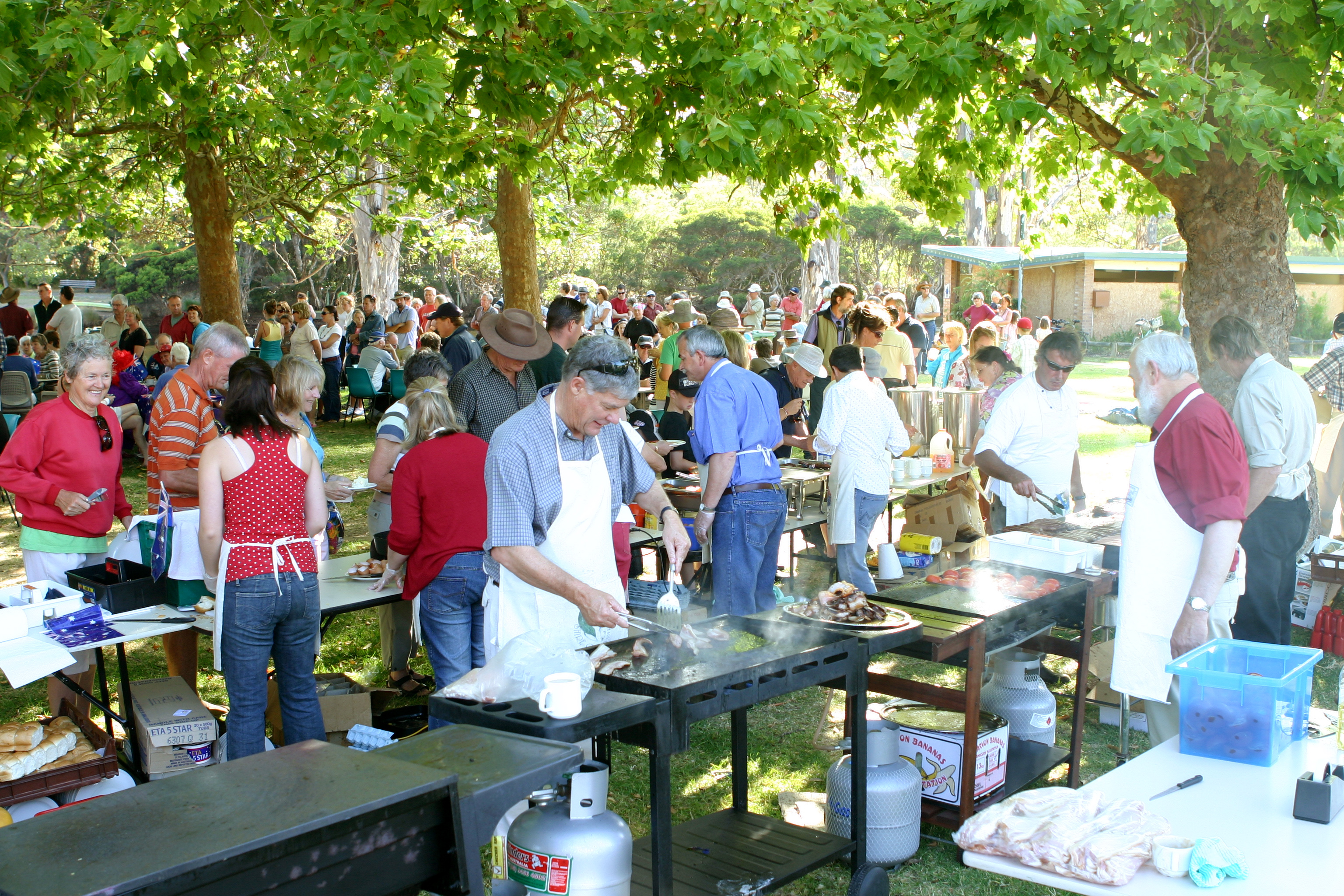
Berridge Park à côté du fleuve Denmark.

Denmark est une ville dont le secteur de gouvernement local est situé à 423 kilomètres au sud-sud-est de Perth, Australie-Occidentale et a une surface de 1 834 km². La population de la commune de Denmark est estimée à 5 161 habitants.

## Généralités
La commune de Denmark est située sur la côte sud de l’Australie-Occidentale, à environ 50 kilomètres à l’ouest d’Albany. Les zones urbaines sont situées sur les bords du fleuve Denmark qui se jette dans le Wilson Inlet (en), qui est épisodiquement relié à l’océan Indien. 
Les pâturages sont nombreux, mais la majeure partie de la commune de Denmark est couverte de buissons et autres zones peu anthropisées. La côte, longue de 100 kilomètres, offre plus de 15 plages, entourées par des dunes, des rochers et des falaises.
Denmark jouit d'un climat méditerranéen avec des étés relativement secs et des hivers humides. La moyenne annuelle des précipitations est d’environ 1 000 mm. Le jour, la moyenne des températures en été est de 25 °C et en hiver 16 °C. La commune de Denmark a été baptisée du nom du fleuve Denmark en 1896. Les habitants sont parfois appelés Denmarkians.

## Population
Durant de nombreuses années, Denmark fut un village rural typique dont les principales activités étaient le fraisage de bois de construction, l’arboriculture fruitière, les cheptels bovins et l’industrie laitière. Une combinaison appropriée des sols et le climat ont attiré plus tard les viticulteurs, qui ont abouti à une importante industrie du vin, bien que le tourisme soit devenu la plus forte croissance des affaires de Denmark. Indépendamment des plantations de gomme bleue pour fournir des copeaux de bois au Japon, le Denmark n’a pas d’industrie lourde. La pêche commerciale est pratiquée, mais le Denmark n’a pas de port. La ville abrite le Lycée agricole de Denmark.
L’estimation de la population de la Commune de Denmark est 5161 habitants. Selon le recensement de 2006, 1 % étaient des Indigènes, 70 % étaient Australiens de naissance, 12,3 % étaient nés en Grande-Bretagne, 1,9 % étaient nés en Nouvelle-Zélande, 1,2 % étaient nés en Allemagne et 1 % étaient nés aux Pays-Bas. La population est diverse et conserve les caractéristiques de plusieurs vagues de peuplement dans le district - y compris les "anciens Denmarkians", groupe de colons, soldats et tenants du mouvement hippie. Denmark est un mélange coloré de différents caractères, d’individualistes, adeptes de soins naturels, de spiritualistes, de naturalistes, d’artisans, d'artistes et de retraités de toutes les régions du monde. Certains d’entre eux voient Denmark plus ou moins comme un sanctuaire. La conscience environnementale de certains groupes a mis son empreinte au cours des dernières décennies du XXe siècle pour aider la Commune de Denmark à préserver sa nature primitive.
Une grande attention est accordée aux activités culturelles et le « Denmark Arts » organise des festivals, des marchés d’art, des expositions, des concerts et des ateliers pour la communauté locale. La Protection de la faune et la flore et l’environnement en général sont importants pour de nombreux Denmarkians. Denmark a reçu le titre de « Ville la plus propre d’Australie » en 1998.

## Histoire
La côte de Denmark a été vue par les européens pour la première fois en 1627 par le Néerlandais François Thijssen, capitaine du navire ’t Gulden Seepaert (L’hippocampe d’or). Le capitaine Thijssen avait visité la côte sud de l’Australie et avait dressé une carte d’environ 1 800 km entre le cap Leeuwin et l’archipel de Nuyts. Thijssen, a nommé ainsi la terre découverte d’après Pieter Nuyts, un haut employé de la Compagnie néerlandaise des Indes orientales, qui était à bord du navire en tant que passager. Son nom demeure encore dans le Nuytsia floribunda, l’arbre de Noël de l’Australie occidentale.
Deux siècles plus tard, lorsque les premières personnes blanches foulèrent les abords du fleuve Denmark, la région était habitée par les Noongar. Ces aborigènes appelaient le fleuve et le bras de mer Koorabup, ce qui signifie «endroit du cygne noir». Les Noongar ont disparu de la région de Denmark au début du XXe siècle.
Bien que la «terre du sud» ait été trouvée par les Néerlandais et qu’une grande partie de l'ouest du continent ait été appelée Nieuw Holland (Nouvelle-Hollande), les Néerlandais n’ont pas colonisé la terre, bien que le nom de Nouvelle-Hollande ait été officiellement utilisé jusqu’en 1824 et peut être trouvé sur les cartes hollandaises vers la fin du XIXe siècle. Les Britanniques furent plus dynamiques que les Néerlandais, qui étaient principalement intéressés par l’archipel indonésien et lorsque les Français ont manifesté leur intérêt dans la partie occidentale de l’Australie, la Grande-Bretagne a décidé de coloniser l’ensemble du continent autour de 1825. Les noms hollandais de certaines zones, par exemple Terre de Nuyts, Eendrachtsland et De Wit’s Land ont disparu ou ont été anglicisés, par exemple Swaene est devenu le fleuve Swan. Cependant, certains noms hollandais ont survécu par exemple la terre d’Arnhem et le cap Leeuwin, Leeuwin étant l’ancien nom néerlandais du secteur où se trouve l’actuel fleuve Denmark. Le fleuve a été exploré en 1829 par le médecin de marine Thomas Braidwood Wilson, le premier homme blanc qui a exploré la région. Wilson, qui était assisté lors de son voyage d’exploration par Mokare, un Noongar, fit un rapport à propos du sol et des énormes arbres, et nomma le fleuve du nom de son collègue et ami, le médecin anglais Alexander Denmark. Le nom de Denmark n’a rien à voir avec le Denmark en Europe, bien que de nombreux ouvriers de Scandinavie aient migré dans la région lors de l'établissement de la scierie, le commerce du bois est devenu une entreprise en plein essor.
Près de 1885 baux de bois de construction ont été pris dans la région du fleuve Denmark et 15 ans plus tard, le sciage était à son apogée, Denmark ayant une population d’environ 2 000 habitants. Une voie ferrée allant de Denmark à Albany a été construite pour transporter le Karri, qui était un bois prisé dans le monde entier. Beaucoup de maisons en Grande-Bretagne ont été construites avec le bois de Denmark, et des rues de Londres pavées avec des blocs de karri de Denmark. Toutefois, l’épuisement rapide des ressources a abouti à un effondrement total de l’industrie du bois. La population a diminué de façon spectaculaire et n’a pu se rétablir, peu à peu, qu’avec l’introduction de l’arrangement de règlement de Groupe dans les années 1920. De petites exploitations de 40ha (100 acres) se sont développées pour créer des pâturages pour le bétail, l’industrie laitière et l’arboriculture fruitière, principalement de pommes. Les conditions étaient souvent des plus difficiles et certains des petits agriculteurs pouvaient à peine survivre. Ils travaillèrent dans un des moulins de bois de construction qui opérait vers le milieu du XXe siècle. Dans les années 1960 la population avait grimpé jusqu'à 1500 habitants et Denmark devenait plus attrayant pour ceux qui recherchaient un autre style de vie, les préretraités et pour pratiquer l’agriculture intensive comme celle du raisin par exemple. Les viticulteurs ont découvert une terre riche et grasse de karri pour leurs vignes. Riesling et Chardonnay ont été les premiers crus cultivés sur les sols de Denmark, suivis par d’autres variétés. En 50 ans, la région est devenue une importante région viticole. En 2008, près de 25 vignobles ont été établis autour de Denmark.
Le tourisme a commencé lorsque des soldats américains stationnés à Albany durant la Seconde Guerre mondiale se sont baladés à Denmark. Ils demandèrent des souvenirs et un endroit pour prendre une tasse de thé. Après la guerre, Denmark est devenu une destination touristique populaire pour les Australiens occidentaux. De plus, la région est largement réputée pour son eau et son air purs, ainsi que pour sa végétation abondante et verdoyante.

## Flore - Faune

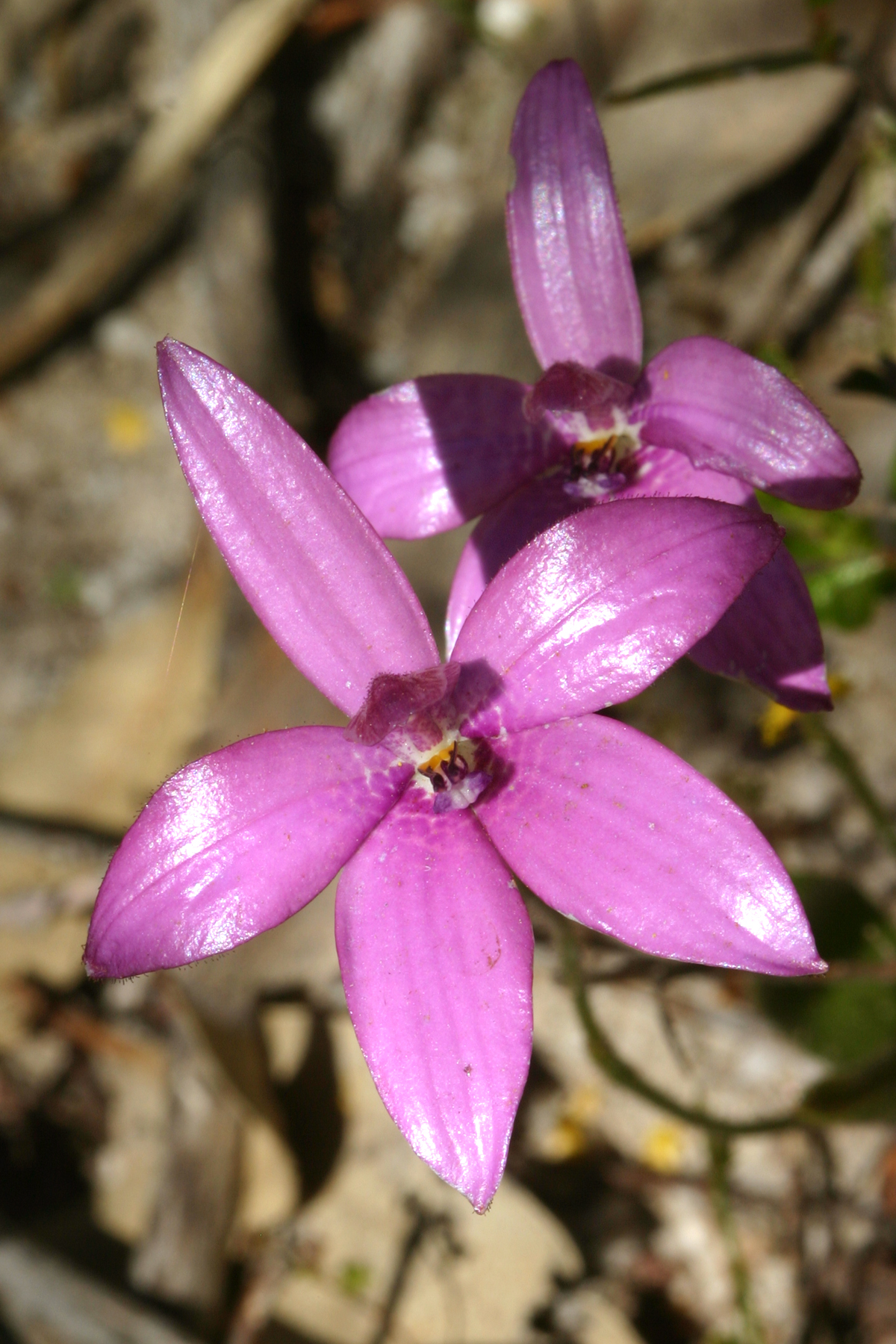
Caladenia emarginata (en) (Orchidée rose émaillée)
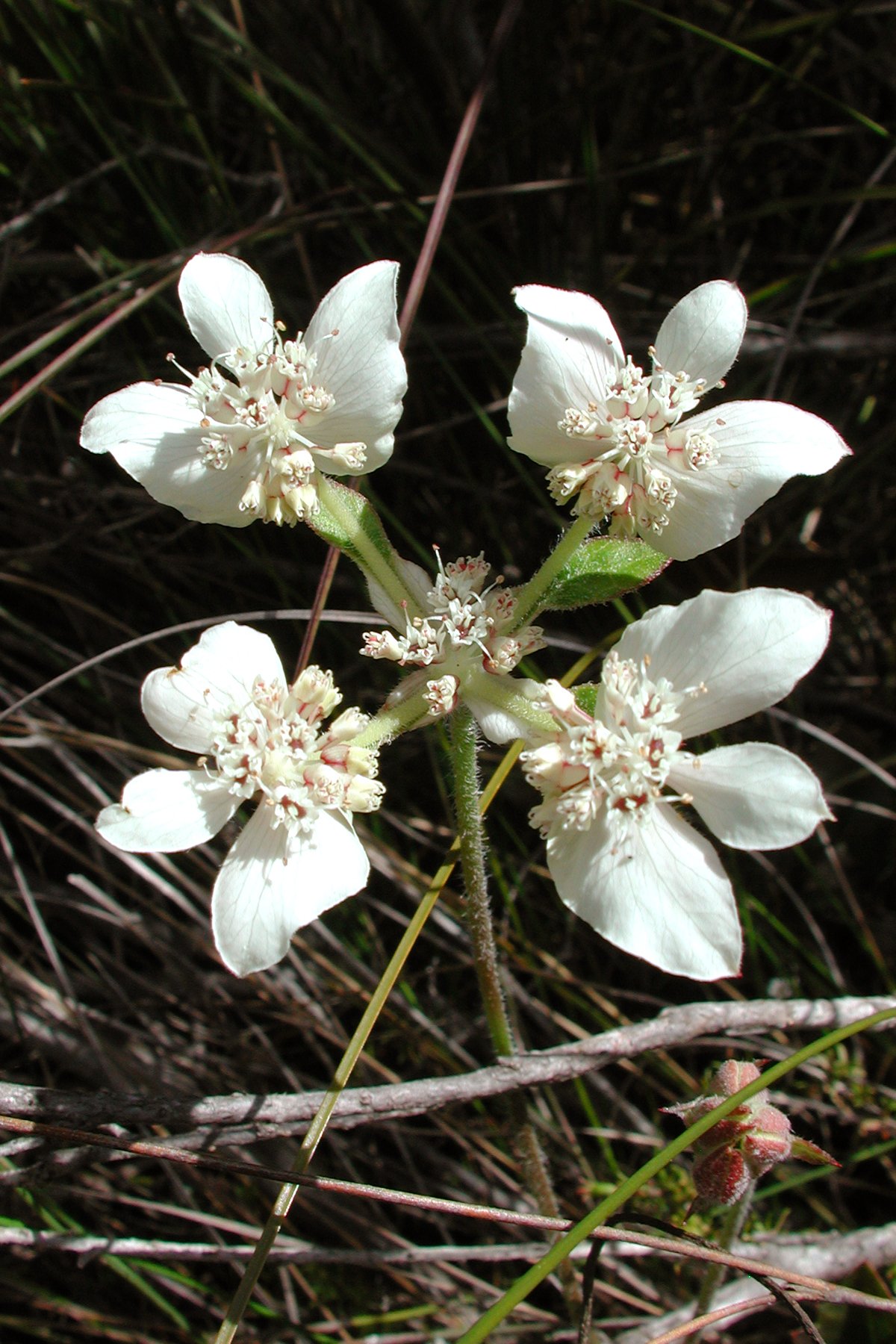
Xanthosia rotundifolia (Croix du Sud)
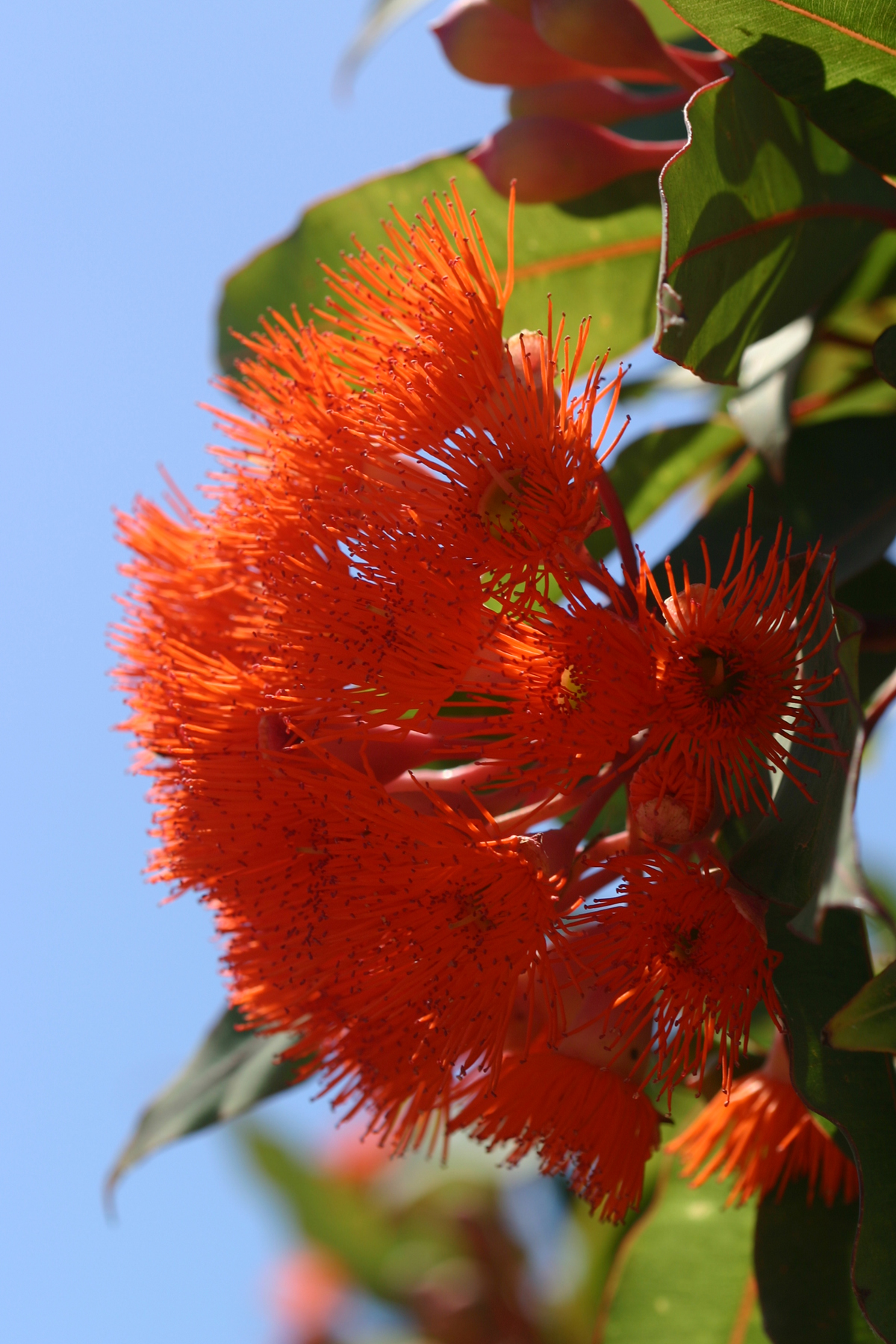
Corymbia ficifolia
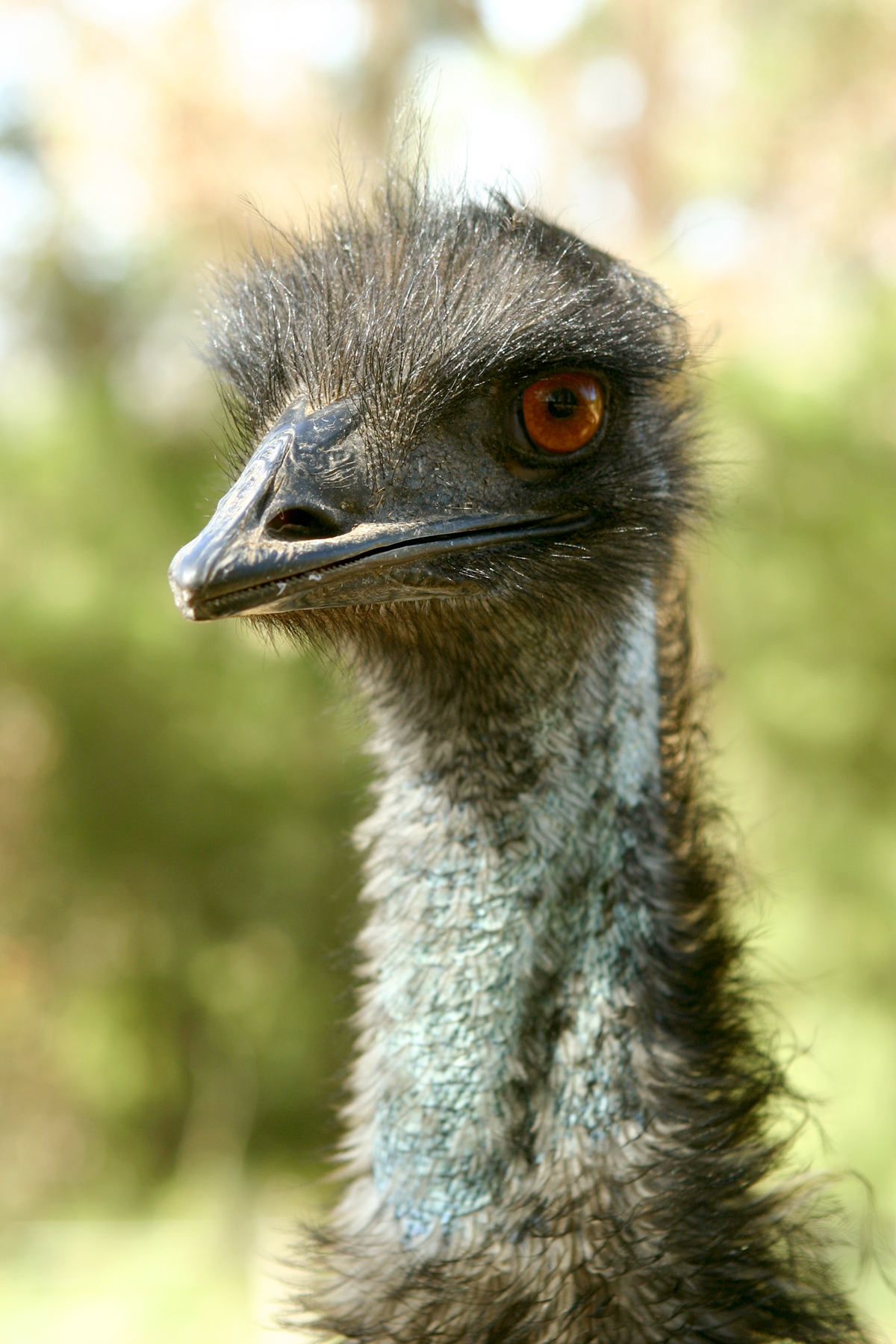
Émeu
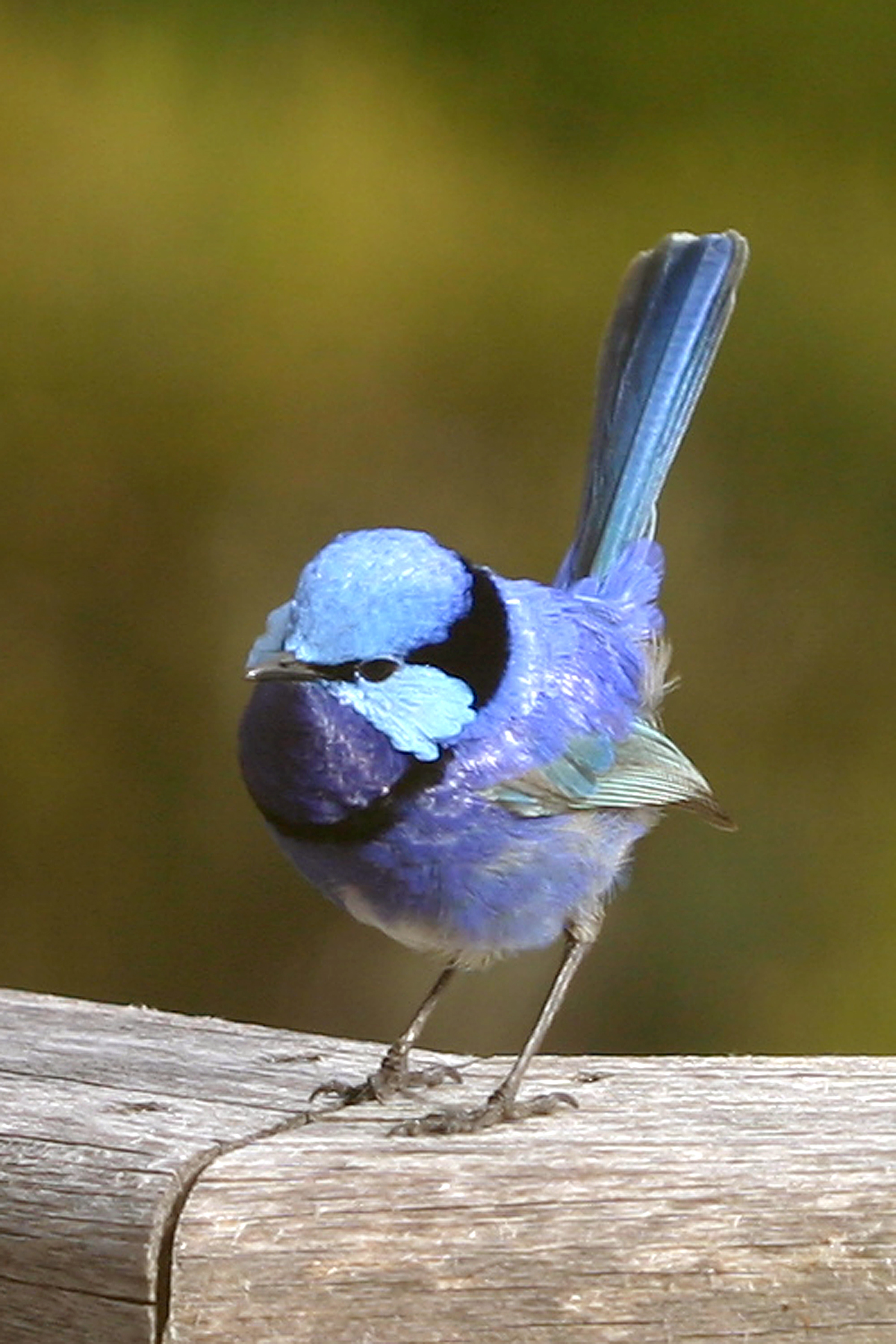
Mérion splendide

Denmark est entouré par de vastes forêts primaires, présentant en particulier des eucalyptus comme le marri, le karri, le jarrah et le tingle rouge, ce dernier pouvant atteindre une hauteur de 60 mètres. La présence de tous ces arbres dans un environnement en grande partie encore intact est unique. On y trouve aussi une fleur endémique : Corymbia ficifolia, avec sa fleur écarlate.
Au printemps, des milliers de fleurs sauvages éclosent dont les orchidées. Beaucoup de variétés de fleurs sont uniques et ne peuvent être vues qu’à Denmark.
Denmark possède une faune riche en volatiles avec les mérions splendides, les émeus, les ibis, les pies et les perroquets. De nombreuses espèces de reptiles peuvent être observées ainsi que des marsupiaux comme le kangourou gris, le quokka, le bandicoot et l'opossum. L’abondance de poissons attire des dauphins, des phoques et chaque année, les baleines rendent visite aux eaux de Denmark pour se reposer durant leur long voyage vers le nord.

## Trafic
Le Denmark est situé le long de la côte sud et est desservie par le système de transport en commun TransWA. La ville a une piste d’atterrissage pour petits avions.
L’emplacement sur le fleuve Denmark avec son vieux pont de bois et la grande présence de végétation dans et autour des zones urbaines donne à la ville un aspect pittoresque. Certains vieux bâtiments datent de l’époque d’avant-guerre comme l’église anglicane en bois, ou encore le plus ancien bâtiment encore existant dans la rue Strickland Street, qui est aussi la rue commerçante du centre-ville. Le Musée historique de Denmark est une riche source d’information sur la ville et son passé.
Près de l’embouchure du fleuve Denmark se trouve le pont de chemin de fer en bois authentique, où plusieurs sentiers de randonnée se rejoignent, comme le Denmark-Nornalup Heritage et le fameux Bibbulmun Track, sentier de randonnée allant de Perth à Albany.

## Tourisme

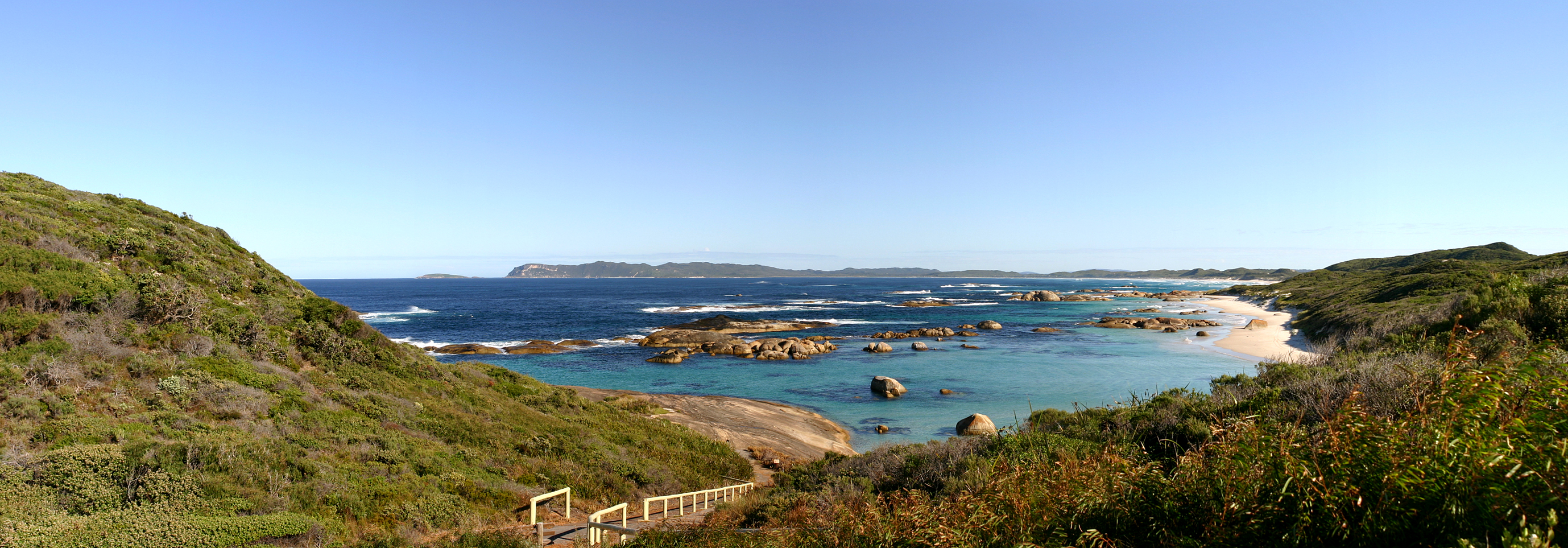
Greens Pool dans William Bay National Park.

La douceur du climat, la tranquillité, l’espace et les merveilles de la nature font de Denmark un endroit où il fait bon vivre. Un modeste trafic maritime ainsi que l’absence totale d’industries lourdes préservent des plages à l’eau claire, l’océan offrant aussi de grosses vagues attirant les surfeurs. Les amoureux de la nature sont attirés à Denmark par ses sentiers de marche, ses paysages vallonnés, ses grands arbres et ses fleurs sauvages. L’environnement et plus particulièrement les parcs nationaux sont soigneusement contrôlés et gérés, toutes les plages sont bien entretenues. La promenade en haut des arbres dans la Vallée des Géants près de Nornalup dans la partie occidentale de la commune de Denmark aide à mieux comprendre la grandeur des forêts de Karri.
Tous les quinze jours, le dimanche, le marché communautaire est tenu dans le centre-ville, où fruits et légumes locaux peuvent être achetés et où les artisans locaux vendent leurs produits, mais les plus grands des marchés de Denmark sont les marchés qui ont lieu au parc de Berridge sur les bords du fleuve. Ils ont lieu autour de Noël et de Pâques ; une pléthore d’œuvres d’art fabriquées localement ne peuvent être trouvées qu’ici et les visiteurs peuvent écouter des artistes locaux, assis sur l’herbe ou dans le kiosque. Ces marchés de l’art donnent une bonne impression de la couleur locale.
En 2007, Denmark a ouvert un centre d’information touristique, tout neuf. C'est un centre d’interprétation où les visiteurs peuvent obtenir des informations sur les choses à voir et faire des réservations pour l’hébergement, ou flâner dans le magasin du centre avec pour la plupart des produits locaux et des œuvres d’art réalisées localement. Le centre dispose d’une galerie d’art, une salle de présentation des vins locaux et de la gastronomie où les visiteurs trouveront de nombreuses informations sur les caves et les restaurants de Denmark ainsi que sur les produits du terroir. Le centre dispose également d’un atelier de tourneur sur bois, où des démonstrations sont données.

### Autres ressources
- R.W. Mumford, Denmark Western Australia - A History to 1905.
- G. Sherif, The History of Denmark, 1951.
- R. McGuinness, A look at Millars and the influence of the railway and tramways on the settlement of the district, Passé et présent Intersection et Converge - Denmark à travers les années 1900.
- P. Clarke, A Colonial Woman, Allen & Unwin, 1986.